# National Basketball Association 1952/1953
National Basketball Association 1952/1953 var den 7:e säsongen av den amerikanska proffsligan i basket. Säsongen inleddes den 31 oktober 1952 och avslutades den 18 mars 1953 efter 351 seriematcher.
Fredag den 10 april 1953 säkrade Minneapolis Lakers sin fjärde titel på 5 år efter att ha vunnit mästerskapet genom att besegra New York Knicks med 4-1 i matcher i en finalserie i bäst av 7 matcher.
All Star-matchen spelades den 13 januari 1953 i Allen County War Memorial Coliseum, Fort Wayne, Indiana. Western Division vann matchen över Eastern Division med 79-75.
Indianapolis Olympians spelade sin sista säsong i NBA.
Baltimore Bullets 16 vinster under grundserien är det minsta antalet segrar något lag har behövt för att gå till slutspel i hela NBA:s historia.

## Grundserien
Not: V = Vinster, F = Förluster, PCT = Vinstprocent
- Lag i GRÖN färg till slutspel.
- Lag i RÖD färg har spelat klart för säsongen.

| Lag                   | V  | F  | PCT  |
| --------------------- | -- | -- | ---- |
| New York Knicks       | 47 | 23 | .671 |
| Syracuse Nationals    | 47 | 24 | .662 |
| Boston Celtics        | 46 | 25 | .648 |
| Baltimore Bullets     | 16 | 54 | .229 |
| Philadelphia Warriors | 12 | 57 | .174 |

| Lag                    | V  | F  | PCT  |
| ---------------------- | -- | -- | ---- |
| Minneapolis Lakers     | 48 | 22 | .686 |
| Rochester Royals       | 44 | 26 | .629 |
| Fort Wayne Pistons     | 36 | 33 | .522 |
| Indianapolis Olympians | 28 | 43 | .394 |
| Milwaukee Hawks        | 27 | 44 | .380 |

## Slutspelet
De fyra bästa lagen i den östra och västra division gick till kvartsfinalspel, där ettorna mötte fyrorna och tvåorna mötte treorna. Divisionssemifinalerna avgjordes i bäst av 3 matcher, Divisionsfinalerna avgjordes i bäst av 5 matcher medan finalserien avgjordes i bäst av 7 matcher.
|  | Divisionssemifinaler | Divisionssemifinaler | Divisionssemifinaler |            |   | Divisionsfinaler | Divisionsfinaler | Divisionsfinaler |  |  | NBA-final | NBA-final   | NBA-final |
|  |                      |                      |                      |            |   |                  |                  |                  |  |  |           |             |           |
|  | 1                    | Minneapolis          | 2                    |            |   |                  |                  |                  |  |  |           |             |           |
|  | 4                    | Indianapolis         | 0                    |            |   |                  |                  |                  |  |  |           |             |           |
|  | 4                    | Indianapolis         | 0                    |            | 1 | Minneapolis      | 3                |                  |  |  |           |             |           |
|  | Western Division     |                      |                      |            | 1 | Minneapolis      | 3                |                  |  |  |           |             |           |
|  |                      |                      | 3                    | Fort Wayne | 2 |                  |                  |                  |  |  |           |             |           |
|  | 3                    | Fort Wayne           | 3                    | Fort Wayne | 2 | 2                |                  |                  |  |  |           |             |           |
|  | 3                    | Fort Wayne           |                      |            |   | 2                |                  |                  |  |  |           |             |           |
|  | 2                    | Rochester            | 1                    |            |   |                  |                  |                  |  |  |           |             |           |
|  |                      |                      |                      |            |   |                  |                  |                  |  |  | W1        | Minneapolis | 4         |
|  |                      |                      | E1                   | New York   | 1 |                  |                  |                  |  |  |           |             |           |
|  | 1                    | New York             | 2                    |            |   |                  |                  |                  |  |  |           |             |           |
|  | 4                    | Baltimore            | 0                    |            |   |                  |                  |                  |  |  |           |             |           |
|  | 4                    | Baltimore            | 0                    |            | 1 | New York         | 3                |                  |  |  |           |             |           |
|  | Eastern Division     |                      |                      |            | 1 | New York         | 3                |                  |  |  |           |             |           |
|  |                      |                      | 3                    | Boston     | 1 |                  |                  |                  |  |  |           |             |           |
|  | 3                    | Boston               | 3                    | Boston     | 1 | 2                |                  |                  |  |  |           |             |           |
|  | 3                    | Boston               |                      |            |   | 2                |                  |                  |  |  |           |             |           |
|  | 2                    | Syracuse             | 0                    |            |   |                  |                  |                  |  |  |           |             |           |

### NBA-Final
Minnesota Lakers mot New York Knicks
| Match   | Datum    | Hemmalag  | Bortalag  | Resultat |
| ------- | -------- | --------- | --------- | -------- |
| Match 1 | 4 april  | Minnesota | New York  | 83 - 79  |
| Match 2 | 5 april  | Minnesota | New York  | 72 - 80  |
| Match 3 | 7 april  | New York  | Minnesota | 77 - 83  |
| Match 4 | 8 april  | New York  | Minnesota | 90 - 89  |
| Match 5 | 10 april | New York  | Minnesota | 76 - 68  |

Minnesota Lakers vann finalserien med 4-1 i matcher